# قائمة مناورات عسكرية مصرية
تنظمها وتخطط لها هيئة تدريب القوات المسلحة.
| اسم المناورة                     | البلدان المشاركة | نوع القوات المشتركة (برية، بحرية، جوية) | النوع (تدريب مشترك، مشروع تكتيكي، بيان عملي، مشروع تعبوي، مشروع مراكز قيادة، مشروع مراكز قيادة تعبوي) | الحالة (مستمرة، متوقفة) | الدورية (سنوية، شهرية، إلخ) | دولة الانعقاد / القيادة المنفذة                                                 | الهدف |
| -------------------------------- | --- | --------------------------------------- | --- | ----------------------- | --------------------------- | ------------------------------------------------------------------------------- | --- |
| تدريبات مشتركة                   | |                                         | |                         |                             |                                                                                 | |
| مناورات مرجان.                   | مصر، السعودية |                                         | تدريب مشترك                                                                                           |                         |                             |                                                                                 | |
| مناورات فيصل.                    | مصر، السعودية |                                         | تدريب مشترك                                                                                           |                         |                             |                                                                                 | |
| مناورات تبوك                     | مصر، السعودية |                                         | تدريب مشترك                                                                                           |                         |                             |                                                                                 | [ 3 ] |
| مناورات اليرموك.                 | مصر، الكويت | جوية                                    | تدريب مشترك                                                                                           | مستمرة                  |                             | الكويت                                                                          | تنفيذ طلعات جوية هجومية ودفاعية لتعزيز القدرة على إدارة أعمال قتال جوية مشتركة باستخدام التشكيلات الجوية للجانبين، وتوحيد المفاهيم العملياتية بين الطيارين والأطقم الجوية والتدريب على أعمال الإستطلاع الجوى للأهداف المعادية وتنفيذ عدة تشكيلات جوية مختلفة. |
| مناورات الصباح                   | مصر، الكويت |                                         | تدريب مشترك                                                                                           |                         |                             |                                                                                 | |
| مناورات زايد.                    | مصر، الإمارات العربية المتحدة | شاملة (برية وبحرية وجوية ودفاع جوي)     | تدريب مشترك                                                                                           | مستمرة                  |                             | الإمارات العربية المتحدة                                                        | |
| مناورات سهام الحق.               | مصر، الإمارات العربية المتحدة |                                         | تدريب مشترك                                                                                           | مستمرة                  |                             | الإمارات                                                                        | |
| مناورات خليفة.                   | مصر، الإمارات العربية المتحدة |                                         | تدريب مشترك                                                                                           |                         |                             |                                                                                 | |
| مناورات خالد بن الوليد.          | مصر البحرين | برية "قوات خاصة"                        | تدريب مشترك                                                                                           | مستمرة                  |                             | البحرين                                                                         | مقاومة الإرهاب، وتحرير الرهائن، واقتحام الطائرات ووسائل المواصلات المختطفة |
| مناورات حمد.                     | مصر البحرين | بحرية، جوية                             | تدريب مشترك                                                                                           | مستمرة                  |                             | البحرين                                                                         | التدريب على أعمال الاستطلاع البحري للأهداف المعادية، واتخاذ أوضاع التشكيلات البحرية بدقة وسرعة عالية، والاستعداد القتالي المستمر لخوض المعارك البحرية والتعامل مع الأهداف البحرية المعادية بكفاءة عالية |
| مناورات العقبة.                  | مصر الأردن | برية "قوات خاصة"                        | تدريب مشترك                                                                                           | مستمرة                  |                             | مصر                                                                             | أعمال مقاومة الارهاب وتحرير الرهائن واقتحام الطائرات المختطفة باستخدام اساليب الاقتراب الحذر لتحرير المحتجزين والتصدي للعدائيات المختلفة. |
| مناورات عين جالوت.               | مصر الأردن |                                         | تدريب مشترك                                                                                           |                         |                             |                                                                                 | |
| مناورات تحية نسر.                | مصر الولايات المتحدة الأمريكية | بحرية                                   | تدريب مشترك                                                                                           | مستمرة                  |                             | مصر                                                                             | تخطيط وإدارة أعمال قتال مشتركة بالتعاون مع القوات الجوية، والتدريب على أعمال المعاونة بالبحث والإنقاذ بالبحر واقتحام السفن المشتبه بها. |
| مناورات حلبة النسر.              | مصر الولايات المتحدة الأمريكية |                                         | تدريب مشترك                                                                                           |                         |                             |                                                                                 | |
| مناورات الأفعى الحديدية          | مصر الولايات المتحدة الأمريكية |                                         | تدريب مشترك                                                                                           |                         |                             |                                                                                 | [ 14 ] |
| مناورات ميدوزا.                  | مصر اليونان |                                         | تدريب مشترك                                                                                           |                         |                             |                                                                                 | |
| مناورات أليكساندروبولي.          | مصر اليونان |                                         | تدريب مشترك                                                                                           |                         |                             |                                                                                 | |
| مناورات حورس.                    | مصر اليونان |                                         | تدريب مشترك                                                                                           |                         |                             |                                                                                 | |
| مناورات الإسكندرية               | مصر اليونان |                                         | تدريب مشترك                                                                                           |                         |                             |                                                                                 | |
| مناورات جسر الصداقة.             | مصر روسيا |                                         | تدريب مشترك                                                                                           |                         |                             |                                                                                 | |
| مناورات حماة الصداقة             | مصر روسيا |                                         | تدريب مشترك                                                                                           |                         |                             |                                                                                 | |
| مناورات رمسيس.                   | مصر، فرنسا | بحرية، جوية                             | تدريب مشترك                                                                                           | مستمرة                  |                             | مصر                                                                             | |
| مناورات رعد الشمال.              | السعودية مصر تركيا باكستان ماليزيا السودان الإمارات الكويت البحرين قطر عمان الأردن تونس المغرب موريتانيا جيبوتي السنغال تشاد جزر القمر المالديف    |                                         | تدريب مشترك                                                                                           |                         |                             |                                                                                 | |
| مناورات بحر الصداقة.             | مصر تركيا |                                         | تدريب مشترك                                                                                           | متوقفة                  |                             |                                                                                 | |
| مناورات كليوباترا.               | مصر إيطاليا ألمانيا فرنسا |                                         | تدريب مشترك                                                                                           |                         |                             |                                                                                 | |
| مناورات الأسد المتأهب.           | الولايات المتحدة الأمريكية الأردن السعودية العراق لبنان البحرين الإمارات اليمن قطر مصر باكستان إيطاليا بريطانيا فرنسا كندا تركيا بولندا التشيك مصر |                                         | تدريب مشترك                                                                                           |                         |                             |                                                                                 | |
| مناورات الربط الأساسي.           | مصر الولايات المتحدة الأمريكية البحرين السعودية الإمارات الكويت                                                                                    |                                         | تدريب مشترك                                                                                           |                         |                             |                                                                                 | |
| مناورات النجم الساطع             | مصر، الولايات المتحدة، تركيا، باكستان، الكويت، الأردن، هولندا، اليونان، فرنسا، المملكة المتحدة، ألمانيا، إيطاليا                                   |                                         | تدريب مشترك                                                                                           |                         |                             |                                                                                 | [ 25 ] |
| مناورات الموج الأحمر             | مصر، السعودية، الأردن، جيبوتي، السودان، اليمن |                                         | تدريب مشترك                                                                                           |                         |                             |                                                                                 | [ 26 ] |
| مناورات دول الساحل والصحراء      | مصر، السودان، نيجيريا، بوركينا فاسو |                                         | تدريب مشترك                                                                                           |                         |                             |                                                                                 | |
| مناورات درع العرب                | مصر، السعودية، الإمارات العربية المتحدة، الكويت، البحرين، الأردن                                                                                   |                                         | تدريب مشترك                                                                                           |                         |                             |                                                                                 | |
| تدريبات مصرية                    | |                                         | |                         |                             |                                                                                 | |
| مناورات قادر                     | مناورات قادر | برية وبحرية وجوية ودفاع جوي             | |                         |                             | كافة التشكيلات التعبوية للقوات المسلحة (جميع الجيوش والأفرع والهيئات والإدارات) | |
| مناورات نصر                      | مناورات نصر |                                         | مشروع تكتيكي                                                                                          | مستمرة                  |                             | الجيش الثاني الميداني                                                           | [ 27 ] |
| مناورات بدوي                     | مناورات بدوي |                                         | مشروع تكتيكي                                                                                          |                         |                             | الجيش الثاني الميداني                                                           | [ 28 ] |
| مناورات بشير                     | مناورات بشير | برية                                    | مشروع مراكز قيادة خارجي ذو مستويين                                                                    | مستمرة                  |                             | الجيش الثاني الميداني                                                           | [ 29 ] |
| مناورات باهر                     | مناورات باهر | برية                                    | مشروع تعبوي                                                                                           | مستمرة                  |                             | الجيش الثاني الميداني                                                           | [ 30 ] |
| مناورات صمود                     | مناورات صمود | برية                                    | مشروع تكتيكي                                                                                          | مستمرة                  |                             | الجيش الثالث الميداني                                                           | [ 31 ] |
| مناورات بدر                      | مناورات بدر | برية وجوية ودفاع جوي                    | مشروع تكتيكي                                                                                          | مستمرة                  |                             | الجيش الثالث الميداني                                                           | [ 32 ] |
| مناورات تيمور                    | مناورات تيمور | برية                                    | مشروع مراكز قيادة تعبوي                                                                               | مستمرة                  |                             | الجيش الثالث الميداني                                                           | إعداد وتدريب القادة ومراكز القيادة والسيطرة وإدارة العمليات ليلا، وإجراءات التحرك والفتح والانتشار وأعمال السيطرة على القوات خلال الانتقال لمراكز القيادة، وتنفيذ أعمال التجهيز الهندسى والإخفاء والتمويه الجيد بما يلائم طبيعة الأرض، وفرض عدد من المواقف التكتيكية وكيفية التصدي لها تحت مختلف الظروف، وكذلك التدريب على إجراءات تنظيم التعاون وتأمين نقل وتداول المعلومات والبيانات خلال مراحل المعركة المختلفة. |
| مناورات إعصار                    | مناورات إعصار | برية                                    | مشروع مراكز قيادة، مشروع تكتيكي                                                                       | مستمرة                  |                             | الجيش الثالث الميداني                                                           | [ 34 ] |
| مناورات فاتح (المنطقة المركزية)  | مناورات فاتح (المنطقة المركزية) | برية                                    | مشروع تكتيكي                                                                                          | مستمرة                  |                             | المنطقة المركزية العسكرية                                                       | [ 35 ] |
| مناورات فجر                      | مناورات فجر | برية                                    | مشروع تكتيكي                                                                                          | مستمرة                  |                             | المنطقة المركزية العسكرية                                                       | [ 36 ] |
| مناورات رعد                      | مناورات رعد | برية وجوية ودفاع جوي                    | مشروع تكتيكي                                                                                          | مستمرة                  |                             | المنطقة الغربية العسكرية                                                        | [ 37 ] |
| مناورات جالوت                    | مناورات جالوت | برية                                    | مشروع استراتيجي تعبوي                                                                                 | مستمرة                  |                             | المنطقة الغربية العسكرية                                                        | [ 38 ] |
| مناورات خالد                     | مناورات خالد | برية                                    | مشروع استراتيجي تعبوي                                                                                 | مستمرة                  |                             | المنطقة الجنوبية العسكرية                                                       | [ 39 ] |
| مناورات طارق                     | مناورات طارق | برية                                    | مشروع مراكز قيادة خارجي ذو مستويين                                                                    | مستمرة                  |                             | المنطقة الشمالية العسكرية                                                       | [ 40 ] |
| مناورات طاهر                     | مناورات طاهر | برية                                    | مشروع تكتيكي                                                                                          | مستمرة                  |                             | المنطقة الشمالية العسكرية                                                       | [ 41 ] |
| مناورات انتصار البحر             | مناورات انتصار البحر | بحرية                                   | | مستمرة                  |                             | القوات البحرية                                                                  | [ 42 ] |
| مناورات ذات الصواري              | مناورات ذات الصواري | بحرية                                   | | مستمرة                  |                             | القوات البحرية                                                                  | [ 43 ] |
| مناورات مجد                      | مناورات مجد | جوي                                     | بيان عملي                                                                                             | مستمرة                  |                             | القوات الجوية                                                                   | [ 44 ] |
| مناورات جاسر                     | مناورات جاسر | دفاع جوي                                | مشروع مراكز قيادة                                                                                     | مستمرة                  |                             | قوات الدفاع الجوى                                                               | [ 45 ] |
| مناورات الفاتح (الحرب الكيماوية) | مناورات الفاتح (الحرب الكيماوية) | برية                                    | بيان عملي                                                                                             | مستمرة                  |                             | إدارة الحرب الكيماوية                                                           | [ 46 ] |
| مناورات طابا.                    | مناورات طابا. | بري                                     | بيان عملي                                                                                             | مستمرة                  |                             | القوات الخاصة (الصاعقة، المظلات، الاستطلاع)                                     | [ 47 ] |